# 松崎博彦
松崎 博彦（まつざき ひろひこ、1964年- ）は、京都市生まれのシンガーソングライター。

## 経歴
幼い頃から、父親の好きな「ブラザース・フォア」を聴いて育つ。小学生の時、ラジオから流れる高石ともやとザ・ナターシャー・セブンに傾倒し、15歳でアマチュアオーディションに合格して京都・円山公園音楽堂で開かれたコンサートに出演。以来ザ・ナターシャー・セブンの事務所「七人の会」で手伝いを始める。大学卒業後、京都でサラリーマンを経験後、1989年、笠木透、坂庭省悟、安達元彦、進藤了彦、赤木一孝らのフォークスに参加。
1990年代、ヒューマン ズー（きたやまおさむ・平井宏・赤木一孝・坂庭省悟ら）に参加。
1992年、坂庭省悟らと「SAM」結成。「祭ばやし」「風浪」「誰にも同じように」で作詞を担当。
1998年にソロアルバム「追懐」をリリース。
現在、赤木一孝とのフォークバンド「SAM」で活躍しながらソロ活動も兼務。「きたやまおさむバンド」でベース担当。きたやまと往年のフォークの歴史を振り返るレクチャーコンサートも開催。